# Sărișor (okręg Suczawa)
Sărișorⓘ – wieś w Rumunii, w okręgu Suczawa, w gminie Șaru Dornei. W 2011 roku liczyła 201 mieszkańców.